# (20809) Eshinjolly
(20809) Eshinjolly (2000 SW259) – planetoida z pasa głównego asteroid okrążająca Słońce w ciągu 3,7 lat w średniej odległości 2,39 j.a. Odkryta 24 września 2000 roku.